# Adolph Franz
Adolph Franz, född den 21 december 1842 i Langenbielau, Schlesien, död den 6 november 1916 i Baden-Baden, var en tysk romersk-katolsk teolog, redaktör och politiker (Zentrum). 
Franz studerade teologi vid universiteten i Breslau och Münster, studier som avslutades med promotion till teologie doktor. Han prästvigdes 1867. Åren 1872-73 var han chefredaktör för "Schlesische Volkszeitung" och 1874-77 för "Schlesische Kirchenblatt". Åren 1878-81 var han som efterträdare till Paul Majunke chefredaktör för Germania, en av de ledande romersk-katolska dagstidningarna med säte i Berlin, en position han hade Ludwig Windthorst att tacka för. I Breslau var han domherre 1882-92 under furstbiskoparna Robert Herzog och Georg von Kopp. Han var kännare av medeltidens liturgi. Franz tillhörde 1875-82  preussiska deputeradekammaren och 1876-1892 tyska riksdagen.